# Adolphe Rho
Adolphe Rho, né en mars 1839 et mort en mai 1905 à Bécancour est un artiste-peintre et sculpteur québécois.

## Biographie
Il a principalement travaillé pour des œuvres religieuses dans les églises du Québec dont le décor de l'église de St-Édouard de Gentilly. Il contribue à ce décor d'église de 1860 à 1865.
Il a réalisé au moins une œuvre en Terre sainte (Le baptême de Notre Seigneur à l'église d'Ain-Karim) lors d'un pèlerinage de Canadiens à Jésuralem. Il effectue un séjour de plus de trois mois à Rome et à Florence en Italie, après avoir visité Paris, Alexandrie, le Caire et Jérusalem.
Il est initié en 1866 à la photographie par son ami Théodore Lambert. En 1870, il s'installe à Québec, sur la rue Saint-Jean, dans la galerie du photographe George William Ellisson, où il exécute des portraits d'après des photographies agrandies mécaniquement. En 1878, il réalise des études à l'École des beaux-arts de Paris, France, grâce à l'aide de l'artiste peintre et muraliste Charles Huot.
Ses fils Auguste, Fortunat,, Vigor et Zotique suivent ses traces.
Il était collaborateur et ami d'Ozias Leduc et du Père Frédéric.

## Musées et collections publiques
- Musée de la civilisation
- Musée des Ursulines de Trois-Rivières
- Musée national des beaux-arts du Québec[13]
- Musée Pierre-Boucher